# Вега-Баха (Пуерто-Рико)
Вега-Баха (ісп. Vega Baja, МФА: [ˈbeɣa ˈβaxa]) — муніципалітет Пуерто-Рико, острівної території у складі США. Заснований 3 жовтня 1776 року.

## Географія
Вега-Баха розташований у північній частині острову Пуерто-Рико.
Площа суходолу муніципалітету складає 121 км² (30-е місце за цим показником серед 78 муніципалітетів Пуерто-Рико).

## Демографія
Станом на 2010 рік на території муніципалітету мешкало 59 662 ос.
Динаміка чисельності населення:

## Населені пункти
Найбільші населені пункти муніципалітету Вега-Баха:
| Населений пункт | Статус | Населення :   | Населення :   | Населення :   |
| Населений пункт | Статус | на 01.04.1990 | на 01.04.2000 | на 01.04.2010 |
| --------------- | ------ | ------------- | ------------- | ------------- |
| Міранда         | Селище | 1 878         | 2 057         | 1 804         |
| Вега-Баха       | Місто  | 27 753        | 28 811        | 25 905        |